# Sanna Veerman
Sanna Veerman (Edam-Volendam, 29 januari 2002) is een Nederlandse elite turnster. Zij vertegenwoordigde Nederland op de wereldkampioenschappen van 2021 en de Europese kampioenschappen van 2019 en was een van de turnsters die in aanmerking kwamen voor de Olympische ploeg van 2020 in Tokio.

## Carrière als senior

### 2019
Veerman begon haar seizoen bij de Varna Challenge Cup, waar ze alleen aan de ongelijke liggers en de evenwichtsbalk deelnam. Door fouten kon ze zich echter niet kwalificeren voor de finale.

### 2021
Veerman werd geselecteerd voor de wereldkampioenschappen in Kitakyushu, waar ze deelnam aan de onderdelen brug ongelijk en balk. Ze plaatste zich voor geen van beide onderdelen voor de finale.

### 2022
Op de Wereldbeker in Cottbus behaalde ze zilver op de brug en haalde ze een 8ste plaats op de balk.
Tijdens de wereldkampioenschappen in Liverpool behaalt Veerman, met een score van 14,166, de 5de plaats tijdens de toestelfinale op het onderdeel brug.